# 克羅伊茨山 (托特斯山脈)
47°43′45″N 14°3′28″E / 47.72917°N 14.05778°E

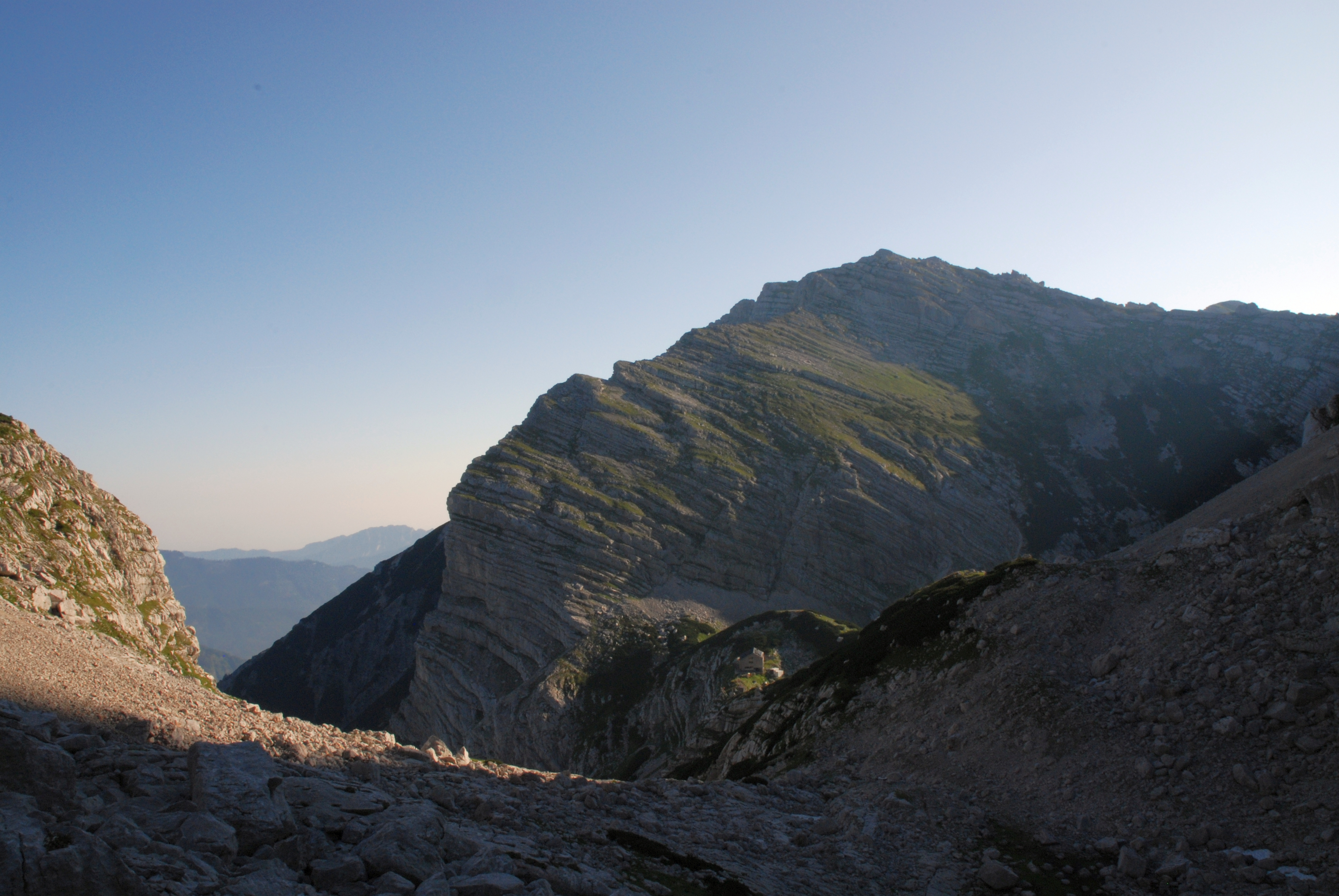

克羅伊茨山（德語：Kreuz），是奧地利的山峰，位於該國北部，由上奧地利州負責管轄，屬於托特斯山脈的一部分，距離茨維靈科格爾山0.2公里，海拔高度2,174米。